# Takedown (Kampfsport)
Ein Takedown bezeichnet im Kampfsport eine Technik, die den Gegner aus der Balance und zu Boden bringt, so dass der Angreifer stehen bleibt oder auf dem Gegner landet. Abzugrenzen davon ist ein Guard Pull, bei dem der Gegner in die Guard gezogen wird, also sich der Angreifer mitsamt dem Gegner „hinsitzt“.
Generell arbeiten die meisten Takedowns mit dem Überraschungsmoment, so dass das richtige Timing aus der richtigen Position zusammen mit der schnellen Durchführung ausschlaggebend ist.
Diesen schnellen Angriff nennt man auch „Shooting“, weil der Angreifer „nach vorne schießt“, ehe der Gegner verteidigen kann.
Obgleich in der Regel Würfe, wie etwa aus dem Judo, von Takedowns abgegrenzt werden, fallen diese mitunter in dieselbe Kategorie.
Takedowns spielen vor allem beim Grappling, also beispielsweise Ringen, Brazilian Jiu-Jitsu, Sambo, aber auch beim Mixed Martial Arts eine Rolle.
Weitere Sportarten mit Takedowns sind Vale Tudo, Luta Livre, Judo, oder Aikidō.

## Leg Trip

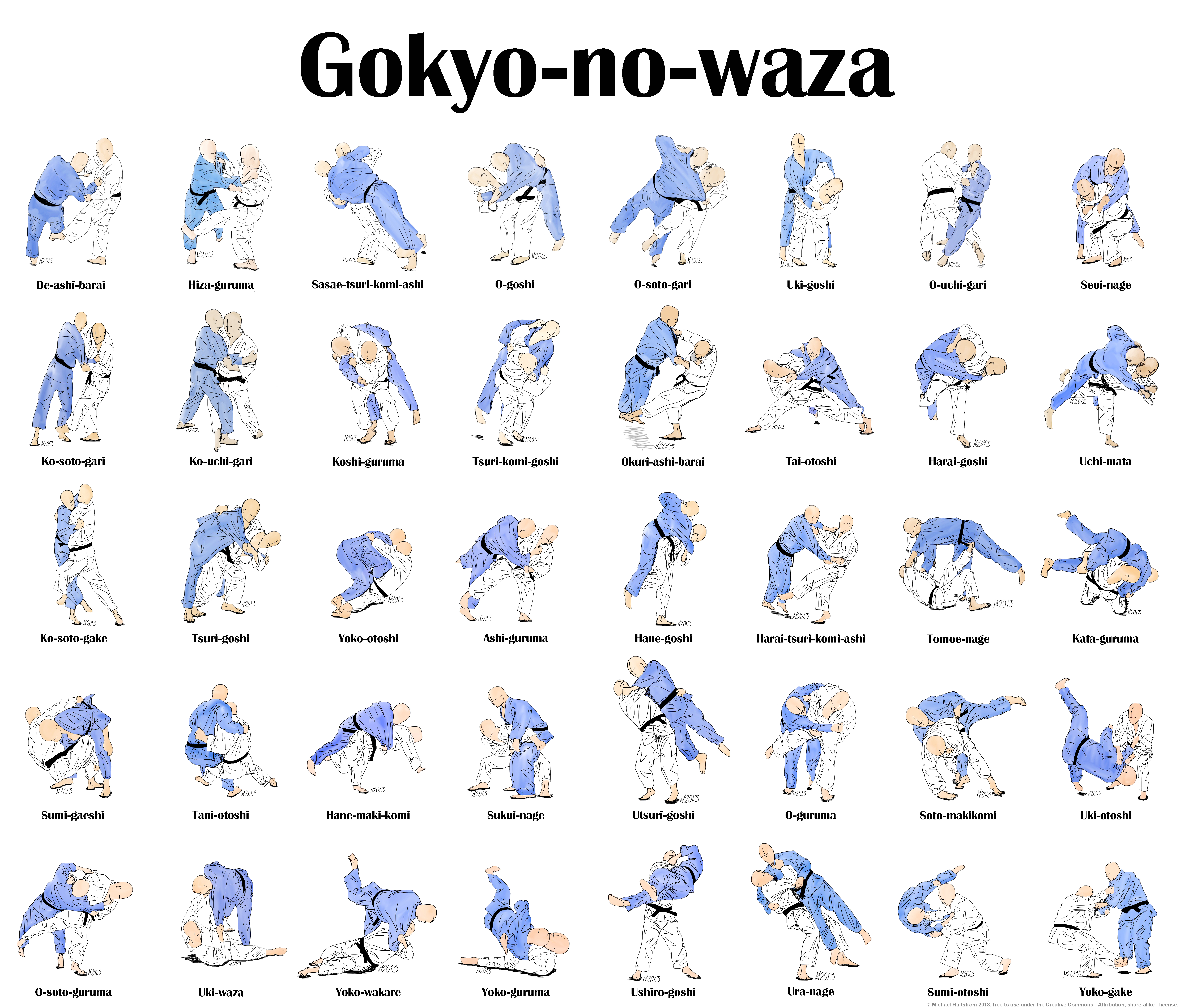
Vierzig Würfe des Judo, viele mit Leg Trip

Der Leg Trip ist eine Technik, bei welcher der Kämpfer seine eigenen Beine nutzt, um den Gegner aus der Balance und somit zum Fallen zu bringen.
Vereinfacht gesagt, wird dem Gegner „ein Bein gestellt“ und er je nach Bewegungsrichtung rüber gezogen oder geschoben.
Leg Trips sind oftmals in komplexere Takedown-Techniken eingebunden, und auch bei manchen Judo-Würfen wie beispielsweise dem O Uchi Gari oder dem Ko Uchi Gari wichtig. Takedown-Techniken, welche reine Leg Trips sind, beinhalten meist eine Kontrolle des Körpers des Gegners, um ihn in die gewünschte Richtung zu bewegen.
Leg Trips sind im Freestyle Wrestling, Judo, Sumō und Shuai Jiao üblich. Im griechisch-römischen Ringen sind sie dagegen untersagt.

## Single Leg Takedown
Der Single Leg Takedown beinhaltet das Greifen nach einem Bein des Gegners, in der Regel mit beiden Händen, um ihn aus der Balance und zu Boden zu bringen.
Typischerweise wird der untere Teil des Fußes in eine Richtung gezogen, während der Torso oder die Schulter den Körper in die andere Richtung schieben.
Es gibt diverse Varianten des Single-Leg-Takedowns. Einige funktionieren durch das Aufheben und Festhalten des Beins am Knöchel und werden oft als „Ankle Picks“ oder allgemeiner als „Low Single Leg Takedowns“ bezeichnet, während andere am Schenkel (High Single Leg Takedowns) angreifen, so dass das Bein des Gegners hochgezogen wird.
Das Bein kann entweder über den Körper (von innen) oder von außerhalb des Körpers (außen) angegriffen werden. Single Leg Takedowns können auch in Kombination mit einem Leg Trip zum anderen Bein ausgeführt werden, was den Gegner zusätzlich destabilisiert.
Sie können verteidigt werden, indem man den angehobenen Fuß im Schritt des Aggressors aushakt (so dass er nicht weiter angehoben werden kann, und man Abstand zum Angreifer hält) und, sofern erlaubt, in Kombination mit einem Kniestoß auf den Kopf des Gegners kontert.
Im Judo und anderen Kampfkünsten gibt es viele Klassifizierungen von verschiedenen Arten von Single Leg Takedowns.
Varianten des High Single Leg Takedowns entsprechen dem Sukui Nage (掬 投, Scoop Throw „Schaufelwurf“), bei dem der Gegner vom Boden abgehoben wird, während der typische, vorwärtsdrückende Single Leg Takedowns als Morote Gari (刈, „beide Hände schöpfen“) bezeichnet wird. Einige Techniken sind spezifischer, zum Beispiel kibisu gaeshi (返, „Heel Trip Reversal“) ist ein Ankle-Pick, bei dem die Ferse gegriffen, angehoben und der Gegner direkt drauf gestoßen/geworfen wird. In kuchiki taoshi (落, „eine Hand fallen“) wird das Bein des Gegners gegriffen, hochgezogen und benutzt, um ihn im Bruchteil einer Sekunde auf den Boden zu drücken. Die Technik wurde 2010 von der International Judo Federation in Judo-Wettbewerben verboten, mit Ausnahme als Counter oder Kombination.

## Double Leg Takedown

Double Leg Takedown/Morote-Gari

Der Double Leg Takedown beinhaltet das Ergreifen des Gegners mit beiden Armen um die Beine des Gegners. Während die Brust nahe am Gegner gehalten wird und die Schulter die Hüfte den Gegner aushebt, sind so dessen Beine blockiert. Es gibt verschiedene Arten, den Gegner zu Boden zu zwingen, wie zum Beispiel anheben und auf den Boden werfen („slammen“) oder mit der Schulter nach vorne drücken, während man die Beine des Gegners zieht. Der Double-Leg-Takedown kann ähnlich wie ein Single-Leg-Takedown durch eine breitere Beinstellung („Sprawlen“), Wegbewegen und / oder Schlagen verteidigt werden. Der Guillotine-Choke, eine Art Schwitzkasten von vorne, umgekehrter ist ebenfalls ein guter Counter zu einem schlecht ausgeführten Double-Leg-Takedown.
Der Double Leg Takedown wird im Judo auch als Morote-Gari bezeichnet, obwohl einige behaupten, dass ein Double Leg Takedown, bei dem der Gegner in die Luft gehoben oder seitwärts bewegt wird, als Sukui-Nage bezeichnet wird. Morote-Gari, obwohl er lange Zeit von Judokas benutzt wurde und von Jigoro Kano persönlich anerkannt wurde, wurde erst 1982 von der Kodokan als offizielle Judotechnik akzeptiert. Von einigen Traditionalisten abgelehnt, wurde die Technik 2010 von der International Judo Federation im Wettbewerb verboten, außer als Counter oder Kombination.
Eine weitere Form der Double-Leg-Takedowns ist das Double Leg and Trip, bei dem die Person shootet und, während sie beide Beine hält, eines seiner Beine herumschwingt und den Gegner gewissermaßen über das „gestellte“ Bein schiebt.

## Duck under
Bei einem Duck under („Unter dem Gegner wegducken“) zieht der Ringer den Ellbogen des Gegners vorwärts und weg vom Körper, senkt seinen eigenen Kopf und duckt sich unter den Arm des Gegners, um hinter oder zumindest neben dem Gegner zu kommen. Von dieser Position aus kann der Gegner durch Heben und Werfen oder durch einen Beintrip zu Boden gebracht werden.

## Firemans Carry

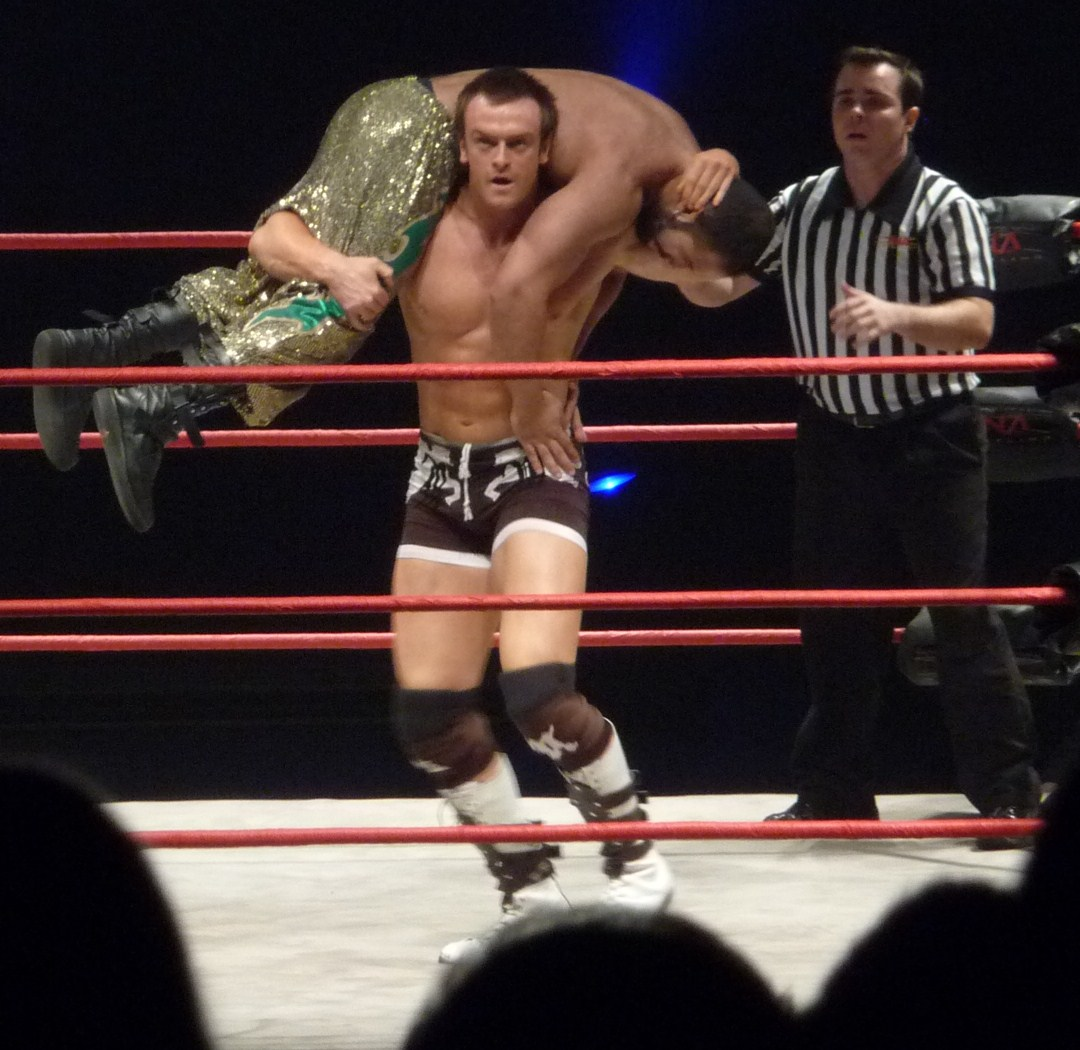
Ein „Firemans Carry-Wurf“ (Sheik Abdul Bashir vs Brutus Magnus)

Der Firemans Carry ist eine Takedown-Technik, welche an eine verbreitete Methode zur Evakuierung verletzter Personen durch Rettungskräfte der Feuerwehr erinnert.
Während die linke Hand des Angreifers auf der rechten Seite des gegnerischen Körpers eingesetzt wird, zieht er den rechten Ellbogen des Gegners nach vorne, so dass der Kopf des Angreifers unter den rechten Arm des Gegners fällt. Gleichzeitig nimmt die rechte Hand des Angreifers die Innenseite des rechten Oberschenkels des Gegners und hebt sie an, während sich der Angreifer erhebt und nach links dreht, wodurch der Gegner auf die rechte Seite fällt.

## Clinch
Beim Clinch wird der Kopf des Gegners mit den Händen geklammert. Je höher der Griff, umso besser die Zugwirkung, weil der Gegner nicht mit den Nackenmuskeln dagegen halten kann.
Es kann einhändig oder beidhändig geclincht werden. Der Clinch wird oft als Einstieg („Setup“) für andere Takedowns, zum Beispiel Double Leg Takedown oder Armdrag, verwendet.

## Underhook
Underhooks können unterschieden werden in Single Underhooks und Double Underhooks.

### Single Underhook
Zu einem Single Underhook gehört es, unter den Arm des Gegners zu greifen und den Rücken des gegnerischen Rumpfes oder des Oberkörpers festzuhalten, während ein Double Underhook den Gegner mit beiden Armen festhält. Beide können als Grundlage für einen Takedown dienen, da Underhooks die Möglichkeit bieten, den Oberkörper des Gegners zu kontrollieren.

### Double Underhook
Double Underhooks gelten als eine der dominantesten Positionen im Clinch, vor allem, weil sie eine gute Kontrolle über den Gegner erlauben und dazu genutzt werden können, den Gegner zu steuern oder zu werfen. Die Double Underhooks können verwendet werden, um einen „Bear Hug“, übersetzt „Bärenumarmung“ zu etablieren. Indem die Hände hinter dem Rücken verriegelt werden und der Gegner nahe an der Brust gehalten wird, wird seine Balance komplett ausgehebelt. Unter bestimmten Bedingungen kann dies sogar zur Aufgabe des Gegners führen, wenn die Kraft so stark ist, dass eine schmerzhafte Verschiebung der Rückenwirbel („Spinal Lock“) oder Atemnot droht. Der Gegner reagiert in der Regel auf Double Underhooks mit Double Overhooks, um den Bear Hug zu verhindern.

## Overhook
Der Overhook, auch Whizzer genannt, ein Clinch Hold, mit dem der Gegner kontrolliert wird. Ein Overhook wird aus jeder Richtung ausgeführt, indem ein Arm über den Arm des Gegners gelegt wird und der Arm oder Oberkörper des Gegners eingekreist wird. Ein Overhook mit einem Arm wird als ein Single Overhook bezeichnet, während ein Overhook mit beiden Armen als Double Overhook bezeichnet wird. Overhooks werden typischerweise als Reaktion auf Underhooks durch einen Gegner eingesetzt.

### Single Overhook
Ein Single Overhook kann benutzt werden, um einen Gegner zu Boden zu bringen. Der Kämpfer hakt sich über einen Arm des Gegners ein und bewegt sich gleichzeitig auf diese Seite des Gegners, wobei er oftmals den anderen Oberarm oder Ellbogen des Gegners mit der anderen Hand hält. Er belastet den eingehakten Arm des Gegners mit Gewicht, zwingt ihn zu Boden und tritt dann über den Rücken des Gegners.

### Double Overhooks
Die Double Overhooks gelten im Allgemeinen als weniger zielführend als Double Underhooks und werden oft als Reaktion auf Double Underhooks des Gegners verwendet. Wenn die Hände des Gegners mit dem Körper des Gegners verriegelt werden können, ist es möglich, einen Bear Hug zu etablieren, wobei die Arme des Gegners im Griff fixiert („festgenagelt“) sind. Meistens jedoch werden die Overhooks verwendet, um den Gegner am Bear Hug zu hindern, indem mit Double Overhooks die Double Underhooks des Gegners verteidigt werden. Sie sind also defensiver als Double Underhooks.

## Bear Hug

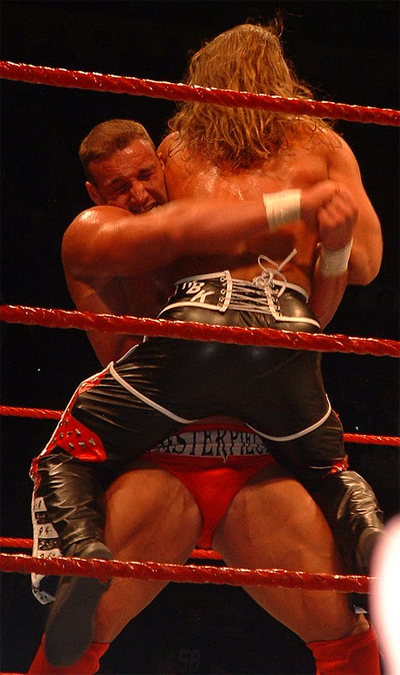
Der Wrestler Chris Masters setzt einen „Bear Hug“ von vorne auf Shawn Michaels an.

Ein Bear Hug („Bärenumarmung“, auch als Bodylock bekannt) ist ein Greifhaken und eine Stand-up-Grapplingposition, bei der die Arme um den Gegner herum, entweder um die Brust, den Rumpf oder die Oberschenkel des Gegners gelegt werden. Die Hände sind um den Gegner herum geschlossen und der Gegner wird nah am eigenen Körper gehalten. Die Bärenumarmung ist eine dominante Position, mit großer Kontrolle über den Gegner und erlaubt auch einen einfachen Takedown auf die hintere Position.
Eine Variation des Bearhug ist der umgekehrte (reverse) Bear Hug, bei der ein Wrestler seine Hände hinter dem mittleren oder unteren Rücken seines Gegners verriegelt hat und seine Stirn in ihr Brustbein drückt, während er seine verschlossenen Hände nach innen zu sich zieht. Er zwingt so seinen Gegner, sich rückwärts zu beugen und zu fallen. Es ist eine schmerzhafte Bewegung, da viel Druck auf das Brustbein des Gegners ausgeübt wird. Dadurch können die Rückenwirbel sowie Rückenmuskel verletzt werden, und es kommt zur Atemnot.
Im professionellen Wrestling wird diese Bewegung am häufigsten von Wrestlern verwendet, die für eine gute Oberkörperkraft bekannt sind.
Bekannt wurde der Griff durch den kanadischen Profi-Wrestler Dave MC Kigney „Terrible Ted“, der tatsächlich mit einem 600-Pfund-Bären rang.

## Spin-Around
Der Spin-Around wird oft als Counter zu einem gegnerischen Versuch eines Single – oder Double Leg Takedowns eingesetzt. Wenn der Gegner nach den Beinen shootet, spreizt der angegriffene Kämpfer Ringer seine Beine weit zurück und bewegt sich dann schnell hinter dem Gegner herum.
In einem Snapdown Spin Around werden beide Hände auf den Nacken des Gegners gelegt, und wenn der Kopf des Gegners niedrig gehalten wird oder niedriger wird, ziehen beide Hände nach unten und bringen den Kopf des Gegners und somit den Körper in Richtung Boden. Gleichzeitig bewegt sich der Angreifer hinter dem Gegner herum.

## Arm Drag
Beim Arm Drag wird ein Arm des Gegners am Handgelenk sowie unter dem Triceps gegriffen, und vor dem Rumpf blockiert. Der Angreifer zieht sich an den Gegner heran und mit den Schultern an ihm vorbei, so dass auf hinter ihm landet. Er umkreist ihn also gewissermaßen. Der Armdrag an sich ist kein Takedown; er wird jedoch wie der Clinch oftmals als Setup für einen Takedown verwendet. Sobald sich der Angreifer hinter dem Gegner befindet, kann er ihn mit einer Vielzahl eigentlicher Takedowns, zum Beispiel Leg Trips, Würfe oder ähnlichem leicht zu Boden bringen.